# En fremmed piges dagbog
En fremmed piges dagbog er en dansk ungdomsfilm fra 1989 med instruktion og manuskript af Katia Forbert Petersen.

## Handling
Den tolvårige Rolfs oldemor dør. I en efterladt dagbog fortæller hun om sit liv som indvandret polsk roepige på Falster omkring 1912. Historien gentager sig for Rolf, da en flygtningefamilie fra Sri Lanka flytter ind i opgangen, hvor han bor. Pigen i familien, Hari, bliver hans sidekammerat i klassen. En gruppe elever opfører sig racistisk over for Hari, men hun og Rolf finder sammen en løsning mod diskriminationen.

## Medvirkende
- Lasse Yssing - Rolf
- Louise Preisler - Hari
- Oskar Møller Nielsen - Valdemar
- Thomas Bisballe - John
- Ilse Rande - Else, lærerinde
- Lykke Jennet Jørgensen - Rolfs mor
- Kamal Deep Singh - Haris far
- Hedvig Hildebrandt - Oldemor
- Marta Kramer - Oldemor som ung
- Jan Linnebjerg - Oldefar som ung
- Palle Hornbæk Petersen - Forvalter
- Nana Thygesen - Sygeplejerske